# A Greek–English Lexicon (リデル=スコット辞典)
A Greek-English Lexiconは、古代ギリシャ語の標準的な英語辞書（希英辞書）である。2種類の縮尺版および補遺が存在し、電子書籍化もされている。 
一般的に、『リデル=スコット辞典』『リデル=スコット=ジョーンズ』『L&S』『LSJ』などと表記されることが多い。 

## 概要
19世紀に、ヘンリー・ジョージ・リデル、ロバート・スコット、ヘンリー・スチュアート・ジョーンズ、ロデリック・マッケンジーによって段階的に編纂され、オックスフォード大学出版局から出版された。最新版は1940年に出版された第9版の改訂版である。現在では慣習的にLiddell & Scott、Liddell-Scott-Jones、またはLSJと呼ばれている。後述の縮尺版を呼び分ける場合は、「The Little Liddell」、「The Middle Liddell」、「The Big Liddell」または「The Great Scott」と呼ばれることもある。LSJ本編には116,502の項目がある。
ヘンリー・ジョージ・リデルは、オックスフォード大学のクライストチャーチに所属する古典学者であり、ルイス・キャロルの『不思議の国のアリス』に登場するアリス・リデルの父親でもある。第8版（1897年）はリデルの存命中に出版された最後の版である。
ジョーンズが著した第9版(1925年)の序文によると、LSJの作成はもともとオックスフォードの出版社であったデビッド・アルフォンソ・タルボーイズによって提案されたものである。タルボーイズは初版(1843年)が完成する前に亡くなったため、タルボーイズではなくオックスフォード大学出版局のクラレンドンプレスから出版された。第二版から第六版までは1845年、1849年、1855年、1861年、1869年に出版された。
土台になっているのは、ドイツの辞典編纂者フランツ・パッソウ（Franz Passow）の『Handwörterbuch der griechischen Sprache』（初版1819年、第4版1831年）である。LSJは、ヨハン・ゴットロープ・シュナイダー（Johann Gottlob Schneider）の『Kritisches griechisch-deutsches Handwörterbuch』（ギリシャ語・スペイン語辞書プロジェクトDiccionario Griego-Español (DGE)）など、後続の古代ギリシャ語辞典にも影響を与えている。
LSJは、オックスフォード大学出版局（OUP）から出版されたルイス・アンド・ショートのラテン語辞典と比較されることがある。両者の比較については、A Latin Dictionaryの記事を参照。

## 縮刷版
2種類の縮刷版がオックスフォード大学出版局から出版され、現在も印刷されている。

### 要約版(Abridged)
1843年、完全な辞書が出版されたのと同じ年に『A Lexicon: Abridged from Liddell and Scott's Greek-English Lexicon』が出版された。その後、いくつかの改訂版が出版された。例えば、1909年版の復刻版（2007年に再版されたもの）がSimon Wallenberg Pressから入手可能である（ISBN 1-84356-026-7）。

### 中間版(Intermediate)
1889年には、LSJの第7版(1882年)をベースにした中間版である『An Intermediate Greek-English Lexicon』が作成された。
この「Intermediate」は、より小さな要約版に比べて、最も一般的に読まれている古代ギリシャ文学の必須語彙をカバーする項目が多く、ギリシャ語の使用史を説明するために著者の引用を追加している。

## 補遺
1940年に第9版が出版された後、ジョーンズとマッケンジーの両名が亡くなって間もなく、オックスフォード大学出版局は「追加と訂正」のリストを維持し、その後の印刷にはそれが製本されていた。しかし、1968年には、これらのリストは、「補遺」に置き換えられた。補遺は本文に統合されたことはなく、リデル、スコット、ジョーンズ、マッケンジーの3人が執筆したものがそのまま残っている。「補遺」は当初、M. L. Westによって編集されていた。1981年からは、Oxford Latin Dictionary（Lewis and Shortと混同されないように）の編集者であるP. G. W. Glareが編集している。1988年からはGlareとAnne A. Thompsonが編集している。Lexiconのタイトルページにも明記されている通り、これらの編集作業は、多くの学者の協力を得て行われた。
補足は主に、項目ごとに並べられた本文への追加と訂正のリストの形をとっている。補足の項目には、それらが求める変更の属性を示すための記号が付けられている。したがって、辞書のユーザーは、本文を参照した後で、ジョーンズとマッケンジー以降の研究が特定の単語について何か新しい情報を提供しているかどうかを確認するために、補足を参照することが望まれる。2005年現在、1996年に出版された最新の改訂版では、320ページに及ぶ本文の修正やその他の資料が含まれている。

## 電子版
第9版は、2007年からPerseus Projectによってデジタル化され、電子的な形で自由に利用できるようになっている。Diogenesというフリーソフトウェアパッケージはペルセウスのデータを組み込んでおり、Mac OS X, Windows, Linuxプラットフォーム上でLSJをオフラインで簡単に参照できるようにしている。
モバイル機器では、Kindle E-InkとiPhone/iPod Touchの両方にペルセウスのデータが移植されている。また、Android Marketでは、中間版(Intermediate)を無料で提供している、または少額で提供している。また、2011年には、TLG（Thesaurus Linguae Graecae）によって、LSJの新しいオンライン版がリリースされた。このTLG版では「多数の誤植」が修正され、TLGの広範なテキストコーパスへのリンクが含まれている。 Kindle版の「Complete Liddell & Scott's Lexicon with Inflections」も利用可能で、ほとんどの古典ギリシャ語の語形を検索することができ、多くの古代ギリシャ語テキストをサポートしている。

## 翻訳版
1904年には、現代ギリシャ語訳が、アネスティス・コンスタンチニス（ギリシャ語：Ανέστης Κωνσταντινίδης）によって作られた。
1975年には、リデル＝スコットのイタリア語訳『Dizionario illustrato Greco-Italiano』がル・モニエ社から出版された。編集者はQ. Cataudella、M. Manfredi、F. Di Benedetto。

### 電子版
- The Online Liddell–Scott–Jones Greek–English Lexicon at the Thesaurus Linguae Graecae
- LSJ at ペルセウス電子図書館: Word study tool; Search headwords and English definitions; Browse text Because it is not easy to computer-typeset breves and macrons in Greek, the Perseus transcription is "α^" for a short alpha, and "α_" for a long alpha.
- LSJ at Harvard's Archimedes Project
- LSJ at Univ. of Chicago
- LSJ in wiki format and diacritics insensitive search in Greek and Latin characters
- Modern Greek version of LSJ by the University of the Aegean
- LSJ via the Philologus online interface

### Scanned copies of theGreat Liddell
- 第1版 (1855) (archive.orgにて利用可能)
- 第6版 (1869) (archive.orgにて利用可能)
- 第7版 (1883) (archive.orgにて利用可能)
- 第8版 (1901) (archive.orgにて利用可能)
- 第9版・第1巻 (1940) (archive.orgにて利用可能)
- 第9版 ・第2巻（1940）(archive.orgにて利用可能)
- アメリカ版 (1853), ed. Henry Drisler (archive.org)

### Scanned copies of theMiddle Liddell
- 第1版 (1889) (archive.org)

### その他のリンク
- Official home page of most recent print edition at the Oxford University Press